# Территориальная прелатура Шингу
Территориальная прелатура Шингу (лат. Territorialis Praelatura Xinguensis) — бывшая территориальная прелатура Римско-Католической церкви с центром в городе Альтамира, Бразилия. Территориальная прелатура Шингу входит в митрополию Белен-до-Пара. Кафедральным собором территориальной прелатуры Шингу является церковь Святейшего Сердца Иисуса.

## История
16 августа 1934 года Римский папа Пий XI выпустил буллу Animarum bonum, которой учредил территориальную прелатуру Шингу, выделив её из архиепархии Белен-до-Пара, территориальных прелатур Сантиссима-Консекао-до-Арагуайя (сегодня — Епархия Марабы) и Сантарена (сегодня — Сантарена).
6 ноября 2019 года территориальная прелатура Шингу была упразднена Папой Франциском и её территория была поделена между епархией Шингу-Алтамира и территориальной прелатурой Алту-Шингу-Тукума.

## Ординарии территориальной прелатуры
- священник Amando Bahlmann (1935) — апостольский администратор;
- священник Clemente Geiger (1935 — 17.01.1948) — апостольский администратор;
- епископ Clemente Geiger (17.01.1948 — 26.04.1971);
- священник Eurico Kräutler (26.04.1971 — 2.09.1981);
- епископ Erwin Kräutler (2.09.1981 — 23.12.2015);
- епископ João Muniz Alves, O.F.M. (23.12.2015 — 6.11.2019 — назначен епископом Шингу—Алтамиры).

## Источник
- Annuario Pontificio, Ватикан, 2005;
- Булла Animarum bonum, AAS 27 (1935), p. 353  (лат.).